# جبل أبو عمود
جبل أبو عمود هو جبل في الجزائر. بولاية النعامة غرب البلاد، على بعد 600 كيلومتر جنوب غرب الجزائر العاصمة.
مناخ المنطقة صحراوي وبارد. يبلغ متوسط درجة الحرارة السنوية في المنطقة 22 درجة مئوية. الشهر الأكثر سخونة هو يوليو، بمتوسط درجة حرارة 33 درجة مئوية، والأبرد شهر يناير بدرجة حرارة 10 درجة مئوية. معدل هطول الأمطار السنوي 270 ملم. الشهر الأكثر تساقطاً هو شهر نوفمبر بتساقطات متوسطة تعادل 80 مم، أما الشهر الأكثر جفاف هو شهر يونيو ب2 مم.